# Alpioniscus kratochvili
Alpioniscus kratochvili is een pissebed uit de familie Trichoniscidae. De wetenschappelijke naam van de soort is voor het eerst geldig gepubliceerd in 1938 door Frankenberger.